# Stelis pendens
Stelis pendens är en orkidéart som beskrevs av Carlyle August Luer och Roberto Vásquez. Stelis pendens ingår i släktet Stelis och familjen orkidéer. Inga underarter finns listade i Catalogue of Life.